# Кирков, Георгий
Георгий Йорданов Кирков (болг. Георги Йорданов Кирков; настоящая фамилия Майстора; 15 августа 1867, Плевен — 25 августа 1919, София) — болгарский писатель-сатирик, профсоюзный деятель, один из организаторов Болгарской рабочей социал-демократической партии (тесных социалистов).

## Биография
Член Социал-демократической партии Австрии в 1892—1895. Член Болгарской рабочей социал-демократической партии с 1895.
С 1897 редактор газеты «Работнически вестник». Член ЦК БРСДП с 1898. Секретарь ЦК БРСДП в 1901—1903.
В 1904—1909 секретарь Общего рабочего профсоюза.
Летом 1906 года участвовал в Перникской стачке.
Секретарь БРСДП (тс) с 1905 по май 1919.